# Caixol
Caixol ou Cáixol (en aragonais) ou Cájol (en castillan) est un village de la province de Huesca, situé dans le Sobrarbe à environ quatre kilomètres au nord-est de la ville de Fiscal, près de Burgasé. Il est aujourd'hui inhabité. Comme ceux des villages de Jánovas et Burgasé, ses habitants ont été expropriés et expulsés au cours des années 1960 dans le cadre du projet de construction du barrage de Jánovas, finalement non réalisé.